# Мисс Земля 2001
Мисс Земля 2001 (англ. Miss Earth 2001) — 1-й ежегодный международный конкурс красоты, проводился 28 октября 2001 года в театре университета Филиппин, Кесон-Сити, Филиппины. Организатором выступил Carousel Productions. За победу боролись 42 участницы, победительницей стала представительница Дании — Катарина Свенссон.
Конкурс «Мисс Земля» был официально анонсирован на пресс-конференции 3 апреля 2001 года, попутно с поиском претендентки на титул «Мисс Филиппины», для представления на международном конкурсе. Кроме того, конкурс был связан с такими министерствами, как Министерством туризма Филиппин, Министерством окружающей среды и природных ресурсов Филиппин, Metropolitan Manila Development Authority и с двумя международными экологическими группами — Программа ООН по окружающей среде и American Global Release to further its environmental advocacy.

## Результаты

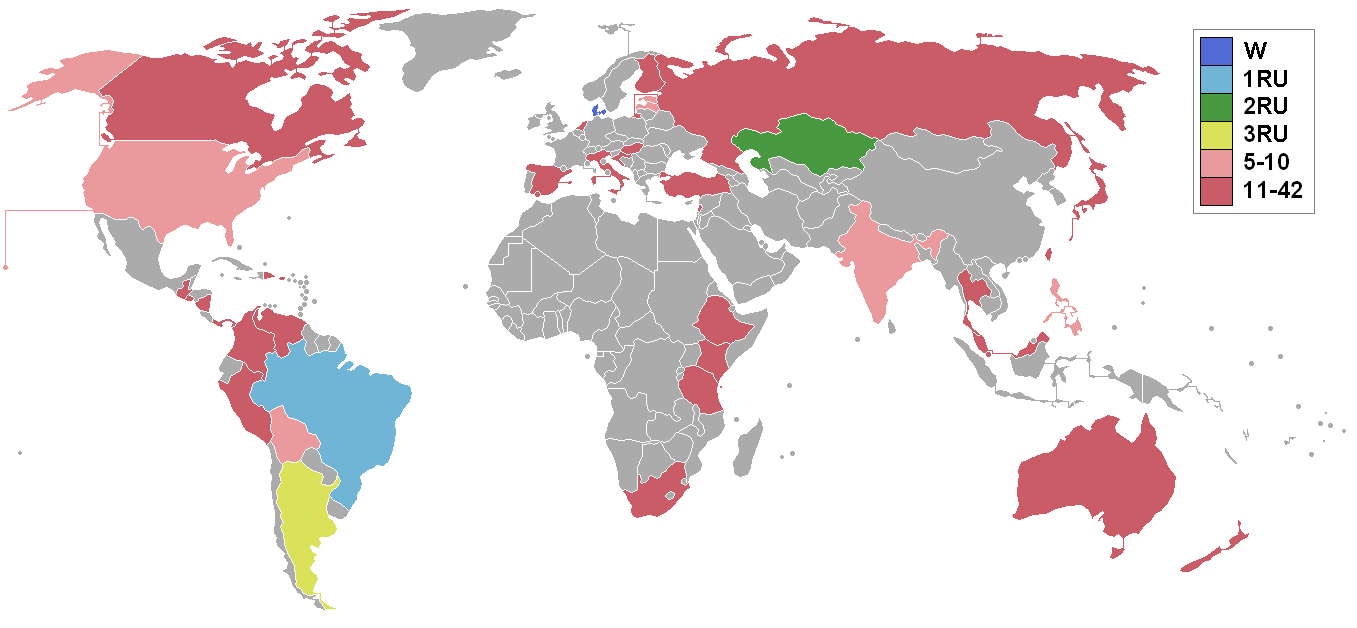
Страны-участницы конкурса «Мисс Земля» — 2001 года

Победительницы конкурса:
| Итоговый результат       | Участница |
| Мисс Земля 2001          | - Дания — Катарина Свенссон |
| Мисс Земля — Воздух 2001 | - Бразилия — Симона Режис |
| Мисс Земля — Вода 2001   | - Казахстан — Маргарита Кравцова |
| Мисс Земля — Огонь 2001  | - Аргентина — Даниэла Стукан |
| Топ 10                   | - Боливия — Катрин Вильярроэль - Эстония — Эвелин Микомяги - Индия — Шамита Сингха - Латвия — Елена Кейран - Филиппины — Карлин Агилар - США — Эбигейл Ройс |

### Специальные награды
| Награда                    | Участница                      |
| Мисс Дружба                | Япония — Мисудзу Хираяма       |
| Мисс Фотогеничность        | Аргентина — Даниэла Стукан     |
| Мисс Талант                | Латвия — Елена Кейран          |
| Лучший купальник           | Казахстан — Маргарита Кравцова |
| Лучшее вечернее платье     | Филиппины — Карлин Агилар      |
| Лучший национальный костюм | Индия — Шамита Сингха          |
| Мисс Кремсилк              | Аргентина – Даниэла Стукан     |
| Мисс Крупный план          | Филиппины – Карлин Агилар      |
| Мисс Эйвон                 | Индия – Шамита Сингха          |
| Мисс Люкс                  | Индия – Шамита Сингха          |
| Мисс Пруды                 | Эстония – Эвелин Микомяги      |

### Порядок объявлений
| 1. США 2. Эстония 3. Индия 4. Аргентина 5. Дания 6. Латвия 7. Боливия 8. Казахстан 9. Филиппины 10. Бразилия | 1. Аргентина 2. Дания 3. Бразилия 4. Казахстан |

## Ответ победительницы
Последний вопрос на конкурсе «Мисс Земля 2001»: "Технологии делают жизнь людей очень удобной, но их также обвиняют в некоторых экологических проблемах. Как вы предлагаете найти баланс между технологиями и сохранением окружающей среды?"
Ответ Мисс Земля 2001: "Конечно, технология создаёт для нас много проблем в окружающей среде. Но мы можем сделать что-то, чтобы сделать ее лучше. Например, в Дании мы много занимаемся сельским хозяйством и используем технологий, чтобы облегчить труд. Но это также означает, что мы используем много химикатов, которые попадают в грунтовые воды, ухудшая их состояние. Поэтому то, что мы можем сделать, и то, что мы делаем в настоящее время, — это попытаться разработать правила в отношении того, какие химикаты разрешено использовать, а также таким образом обеспечить контроль над ними, чтобы мы могли меньше использовать эти химикаты." — Катарина Свенссон, представительница Дании.

## Ведущие
Конкурс вели виджей Аша Гилл, тайская актриса Эмма Суваналат и бывший певец и актёр, ныне бизнесмен Джейми Гарчиторена. Конкурс транслировался в эфире RPN Channel 9, STAR World и также конкурс был показан в 35 странах, в ноябре 2001 года.

## Пресс-конференция
Тридцать пять из сорока двух участниц «Мисс Земля 2001» были представлены в средствах массовой информации 11 октября 2001 года у бассейна в «Hotel Intercontinental Manila», Макати, Столичный регион.

## Участницы
Список участниц Мисс Земля 2001:

| - Аргентина — Даниэла Стукан - Австралия — Кристи Андерсон - Боливия — Катрин Вильярроэль - Бразилия — Симона Режис - Канада — Мишель Кэрри Лилиан Весвальди - Колумбия — Наталия Ботеро Арготе - Хорватия — Ивана Галесич - Дания — Катарина Свенссон - Доминиканская Республика — Катрин Нуньес - Сальвадор — Грейс Мари Забане Менендес - Эстония — Эвелин Микомяги - Эфиопия — Нардос Тилухан Вондему - Финляндия — Мартина Кортелампи - Гибралтар — Шарлин Энн Фигуерас - Гватемала — Кармина Элизабет Пас Эрнандес - Венгрия — Криштина Ковач - Индия — Шамита Сингха - Италия — Моника Розетти - Япония — Мисудзу Хираяма - Казахстан — Маргарита Кравцова - Кения — Аква Бонсу | - Латвия — Елена Кейран - Ливан — Адель Раймон Бустани - Малайзия — Джоуи Тан Энг Ли - Нидерланды — Джейми-Ли Хайсмэн - Новая Зеландия — Эбби Флинн - Никарагуа — Карла Хосе Леклер Монсон - Панама — Алиана Хан - Перу — Паола Барреда Бенавидес - Филиппины — Карлин Агилар - Пуэрто-Рико — Амариселис Рейес Гусман - Россия — Виктория Боня - Сингапур — Калиста Нг По Ли - ЮАР — Инекке ван дер Вестхайзен - Испания — Ноэми Калдас Ортис - Китайская Республика — Хсю Чао-Юнь - Танзания — Хильда Букозо - Таиланд — Виктория Ваксвуд - Турция — Гёзде Бахадир - США — Эбигейл Ройс - Венесуэла — Лиригмель Рамос - Занзибар — Шина Нанти |

## Примечание

### Отказались
- Антигуа и Барбуда — Джанил Бёрд
- Бельгия — Каролина Костерманс

## Международные вещатели
| Местонахождение               | Вещатель                                                        |
| ----------------------------- | --------------------------------------------------------------- |
| Азиатско-Тихоокеанский регион | STAR World Asia                                                 |
| Филиппины                     | STAR World Philippines, RPN, GMA Network, The Filipino Channel1 |
| США                           | Fox                                                             |
| Венесуэла                     | Venevision                                                      |
| Япония                        | TV Asahi1                                                       |

1Отложенная телепередача на 28 октября 2001 года (9:00 PM Филиппинское стандартное время)

## Примечание
1. ↑  High Beam News, Online (8 ноября 2001). Danish law student is Miss Earth. Filipino Reporter. Архивировано 22 октября 2012. Дата обращения: 7 января 2008.
2. ↑  Palmero, Paul (18 июня 2005). Pageant History. Pageant Almanac. Архивировано 12 декабря 2008. Дата обращения: 7 января 2008.
3. ↑  Lo, Ricardo F. (27 октября 2001). In fairness to Sherilyn. The Philippine Star. Архивировано 10 февраля 2015. Дата обращения: 11 июня 2011.
4. 1 2 3  Brizuela, Jayson B. (19 октября 2001). Our planet is so Beautiful, so is Miss Earth: 42 women form around the world vie for the tile. Manila Standard Publishing Corporation. Архивировано 11 декабря 2015. Дата обращения: 7 января 2010.
5. ↑  Miss Tierra vive su fase final. El Deber. 25 октября 2001. Архивировано 29 октября 2013. Дата обращения: 11 июня 2011.
6. ↑  West, Donald (18 декабря 2007). Miss Earth History. Pageantopolis. Архивировано 16 декабря 2007. Дата обращения: 7 января 2008.
7. 1 2 3 4  Barawid, Rachel (30 октября 2001). Danish student wins 1st Miss Earth title. Manila Bulletin. Архивировано 5 ноября 2013. Дата обращения: 3 января 2009.
8. ↑  Lo, Ricardo F. (3 апреля 2001). Two new RP Beauty Contests Coming Up. Philippine Headline News/Philippine Star. Архивировано 29 ноября 2020. Дата обращения: 7 января 2008.
9. ↑  Xinhua News, Online (29 августа 2001). Philippines to Host Miss Earth 2001 Beauty Contest. Xinhua News Agency. Архивировано 30 августа 2009. Дата обращения: 7 января 2008.
10. 1 2  Barawid, Rachel Castro (11 октября 2001). 35 beauties vying for Miss Earth title. Manila Bulletin. Архивировано 6 ноября 2013. Дата обращения: 7 января 2008.
11. ↑  Sanchez, Kym A. (22 апреля 2002). Elemental beauties: Up close with the Miss Earth winners. The Philippine Star. Архивировано 7 сентября 2012. Дата обращения: 12 июня 2011.
12. ↑  Handumon, Val (30 октября 2001). Earth Beauties. Philippine Daily Inquirer. Дата обращения: 12 июня 2011.
13. ↑  Castro Barawid, Rachel (30 октября 2001). Danish student wins 1st Miss Earth. Manila Bulletin. Дата обращения: 12 июня 2011.
14. ↑  Sanchez, Kym A. (20 апреля 2002). Elemental beauties: Up close with the Miss Earth winners. The Philippine Star. Дата обращения: 2 июня 2020.
15. ↑  Soul, John (28 октября 2001). Miss Earth 2001. Woman of the Earth News. Архивировано 5 апреля 2010. Дата обращения: 27 декабря 2009.
16. ↑  Castro Barawid, Rachel (12 октября 2001). 35 beauties vying for Miss Earth. Manila Bulletin. Архивировано 2 октября 2020. Дата обращения: 12 июня 2011.